# Byradevanahalli, Bellary
Byradevanahalli là một làng thuộc tehsil Bellary, huyện Bellary, bang Karnataka, Ấn Độ.